# Samuel Anderson
Pour les articles homonymes, voir Samuel Anderson (homonymie) et Anderson.
Samuel Anderson est un acteur anglais né en 1982. 
Il est notamment connu pour avoir joué le rôle de l'officier de police Ross Kirk dans le soap opera d'ITV Emmerdale de 2007 à 2009. Il apparaît dans la saison 8 de Doctor Who (2014).

## Carrière
Samuel Anderson a été élève de l'Academy of Live and Recorded Arts avant de créer le rôle de Crowther dans la production de 2004 du Royal National Theatre de la pièce d'Alan Bennett, The History Boys et joue ensuite le même rôle dans les productions de Broadway, Sydney, Wellington et de Hong Kong et les versions à la radio et au cinéma,.
À la télévision, Anderson est apparu dans Hex : La Malédiction pour Sky One en 2004, et Totally Frank pour Channel 4 en 2006-07. En 2007, Anderson est apparu dans la comédie de BBC Three, lauréate du BAFTA, Gavin & Stacey - y jouant le personnage récurrent Fingers. Il a fait une autre apparition dans cette émission en 2009. Il est aussi apparu dans le film comique de BBC Four Stuck, et a fait plusieurs apparitions dans Doctors et Casualty sur BBC One. 
À partir d'octobre 2007, Anderson a joué dans le feuilleton d'ITV1 Emmerdale le rôle de Ross Kirk, un cousin du personnage récurrent, Paddy Kirk (Dominic Brunt). Le choix d'Anderson pour le rôle a été annoncé en septembre 2007, Anderson déclarant que c'était « génial » de « rejoindre un feuilleton ayant autant de succès ». La productrice de la série Emmerdale, Kathleen Beedles, a déclaré qu'Anderson était « un ajout fantastique à la distribution ». Anderson est demeuré un personnage régulier dans Emmerdale jusqu'en janvier 2009.
Samuel Anderson a joué Mr Romantic dans une campagne de publicité du café Carte Noire en 2011. Anderson est aussi apparu dans une campagne de publicité pour Ginsters en 2012.
En février 2014, il a eu un petit rôle dans la série policière de la BBC Meurtres au paradis.
Anderson interprète un personnage récurrent appelé Danny Pink, un professeur à la Coal Hill School, dans la huitième saison de Doctor Who, aux côtés de Peter Capaldi et Jenna Coleman.

## Filmographie
- 2003 - 2011 : Doctors : Tim Cartwright / Roger Gently / Gregg Wilcox
- 2004 : Hex : La Malédiction : Julius
- 2006 - 2007 : Totally Frank
- 2007 : Stuck : Simon
- 2007 : Gavin & Stacey (en) : Fingers
- 2007 - 2009 : Emmerdale: Ross Kirk
- 2009 - 2012 : Casualty : Kris Kingsley / Liam
- 2011 : Bedlam (2011 TV series) (en) : Taylor
- 2011 - 2016 : DCI Banks : Agent Vince Grady
- 2012 : Carte Noire (Pub TV) : Mr Romantic
- 2012 : Ginsters (Pub TV)
- 2014 : Meurtres au paradis : Modèle
- 2014 : Doctor Who : Danny Pink
- 2014 - Présent : Trollied (en) : Daniel Wilson
- 2015 : The Lady in the Van :  Témoins de Jéhovah
- 2017 : Loaded (série télévisée) : Leon
- 2019 : Another Life (Série TV) : William, l'Intelligence artificielle du vaisseau spatial
- 2021 : Bloody Milkshake (Gunpowder Milkshake) de Navot Papushado (en) : David